# Ormosia brevinervis
Ormosia brevinervis är en tvåvingeart som först beskrevs av Lundstrom 1907.  Ormosia brevinervis ingår i släktet Ormosia och familjen småharkrankar. Arten är reproducerande i Sverige. Inga underarter finns listade i Catalogue of Life.